# أكروخوردوس
يعرف عادةً ثعبان الأكروخوردوس بثعبان الثؤلول أو ثعبان الملف أو ثعبان جسد الفيل أو ثعبان وجه الكلب وهي عائلة أحادية الجين تنتمي لجنس أكروخوردوس، وتعد هذه الثعابين من الثعابين المائية التي تعيش في أستراليا وأسيا الاستوائية، وحاليا تم اكتشاف ثلاثة أصناف منها.

## وصف
وتعد كل الثلاثة أصناف حيوانات مائية بالكامل وتفتقر إلى قشور البطن العريضة الموجودة في معظم الثعابين الأخرى وعيناها تقع على جانبي الرأس، وأكثر ما يميز هذه الافاعي هو جلدها وحراشفها، فأما الجلد يكون واسع وفضفاض ويعطي شعور بأنه كبير جدا على حجم الثعبان وأما الحراشف فعوضاً عن أن تكون متداخله هي عبارة عن تصاميم هرميه صغيره جدا أدت إلى اسمائها الشهيرة.
وتعد هذه الثعابين من المفترسات المتربصة إذ تتربص في قاع الأنهار والجداول ومصبات الأنهار وتنتظر اقتراب الأسماك فتمسك بها بالالتفاف حولها، وتسمح لها حراشفها الخشنة بتثبيت السمكة على الرغم من وجود الطبقة المخاطية، ويصل طول البالغ منها بين 60 سنتيميتر إلى 2.43 متر.

## النطاق الجغرافي
تتواجد هذه الثعابين من غرب الهند وسيريلانكا عبر جنوب اسيا الاستوائي وصولا للفلبين إذ تتواجد جنوبا في مجمعة جزر إندونيسيا وصولا لتيمور وشرقا من غينيا الجديدة مرورا بساحل أستراليا الشمالي وصولا لجزيرة مساه ومجوعة جزر أرخبيل بسمارك وجزيرة غوادالكانال التابعة لجزر سليمان.

## الاستغلال التجاري
تتناقص اعداد هذه الثعابين بسرعة إذ تستخدم جلودها في صنع حقائب اليد وغيرها من المنتجات الجلدية بعد إزالة الحراشف بالطبع، وعلى الرغم من المحاولات العديدة التي سعى بها كلاً من حدائق الحيوان وجامعي الزواحف للحفاظ على هذه الثعابين إلا انهم يترددون في إطعامهم إذ يعرضهم ذلك للإصابة بالالتهابات الجلدية.

## الاصناف
هنالك العديد من الشقائق لعائلة أكروكلوروديا ومنها أكروكوردينا بونابرت المكتشف عام 1831 وأكروكورديديا بونابرت المكتشف عام 1840 وأكروكورنينز دوميريل المكتشف عام 1853 وأكروكورديديا يناير المكتشف عام 1863 وأكروكورديناي بولنجر المكتشف عام 1893 وأكروكوردوايداي ماكدويل المكتشف عام 1975 وأكروكورديني داولينج ودويلمان المكتشف عام 1978.
وهنالك ايضاً العديد من الشقائق لجنس أكروخوردوس ومنهم أكروكوردوس هورنستدت المكتشف عام 1787 وتشيرسيدروس كوفيير المكتشف عام 1817 وتشيرسيدروس أوكين المكتشف عام 1817 وأكروكوردوس جراي المكتشف عام 1825 وتشرسيدريس جراي المكتشف عام 1825 وتشرشايدريس المكتشف عام 1831 وفيروكاتور شليجل المكتشف عام 1837 وتشرسيدرايس جراي المكتشف عام 1849 وبوتاموفيس شميت المكتشف عام 1852 وشيرسيدرايوس دوميريل وبيبرون ودوميريل المكتشف عام 1854 وأكروكوردوس بولنجر المكتشف عام 1893.

## فصائل
| أكروكوردوس أرافورا |

| أكروكوردوس جرانولاتوس |

| أكروكوردوس جافانوس |

## روابط خارجية
- Acrochordidae
- Acrochordus.com . تم الوصول إليه في 3 نوفمبر 2008.
- Acrochordids at Life قصير لكن الثعابين طويلة